# Honey on the razor's edge
Honey on the razor's edge is het tweede studioalbum van Alan Reed na zijn vertrek uit Pallas. Het album verscheen in maart 2017 op Reeds eigen platenlabel White Knight. Het album werd in diverse plaatsen in Europa opgenomen. Reed gebruikte diverse gastmusici die hun sporen in hun gezamenlijke niche progressieve rock verdiend hadden. Een aantal critici constateerde dat Alan Reed op dit album meer muziek in de stijl van Pallas liet horen dan die band zelf op hun albums uit de jaren tien.  

## Musici
- Alan Reed – zang, gitaar, baspedalen
- Scott Higham (Pendragon) – drumstel
- Mike Stobbie (Pallas) – toetsinstrumenten
- Jeff Green (Illegal Eagles) – gitaar
- Claude Leonetti (Lazuli) – léode
- Steve Hackett – mondharmonica
- Christina Booth (Magenta) – zang
- Monique van der Kolk (Harvest) – zang
- Laetitia Chaudemanche (Weend'ô) – zang

## Muziek
| Nr. | Titel                     | Duur |
| --- | ------------------------- | ---- |
| 1.  | My sunlit room            | 4:09 |
| 2.  | Razor                     | 3:47 |
| 3.  | Cross my palm             | 5:47 |
| 4.  | Leaving                   | 4:30 |
| 5.  | The other side of morning | 8:52 |
| 6.  | The covenanter            | 4:53 |
| 7.  | Used to be someone        | 6:02 |
| 8.  | Northern light            | 4:06 |

Covenanter handelt over de Covenanters.